# Comunità montana del Catria e Cesano
La Comunità montana del Catria e Cesano aveva sede a Pergola, in provincia di Pesaro e Urbino nelle Marche. È stata soppressa dal 1º gennaio 2010.

## Comuni
È costituita dai comuni di:
| Rank | Comune               | Superficie (km²) | Abitanti | Densità (ab./km²) | Altitudine (m s.l.m.) | Frazioni |
| ---- | -------------------- | ---------------- | -------- | ----------------- | --------------------- | --- |
| 1    | Fratte Rosa          | 15,63            | 1.015    | 64,94             | 419                   | Convento Santa Vittoria, Torre San Marco |
| 2    | Frontone             | 36,08            | 1.367    | 37,89             | 412                   | Castello, Colombara, Foce, Caprile, San Savino, Buonconsiglio. |
| 3    | Pergola              | 112,4            | 6.667    | 59,31             | 265                   | Bellisio Alto, Bellisio Solfare, Cartoceto, Fenigli, Madonna del Piano, Mezzanotte, Montaiate, Monterolo, Montesecco, Montevecchio, Pantana, Pantana Serralta, Percozzone |
| 4    | San Lorenzo in Campo | 28,8             | 3.428    | 119,03            | 209                   | Montalfoglio, San Vito sul Cesano, San Severo, Miralbello |
| 5    | Serra Sant'Abbondio  | 32,8             | 1.113    | 33,93             | 523                   | Colombara, Leccia, Montevecchio, Petrara, Piccione, Poggetto, Villa |

I dati sono aggiornati al 31/12/2010